# 1078
| Calendário gregoriano                                                        | 1078 MLXXVIII                                          |
| Ab urbe condita                                                              | 1831                                                   |
| Calendário arménio                                                           | 527 – 528                                              |
| Calendário bahá'í                                                            | -766 – -765                                            |
| Calendário budista                                                           | 1622                                                   |
| Calendário chinês                                                            | 3774 – 3775 Início a 15 de fevereiro (aproximadamente) |
| Calendário copta                                                             | 794 – 795                                              |
| Calendário etíope                                                            | 1070 – 1071                                            |
| Calendários hindus - Vikram Samvat - Calendário nacional indiano - Cáli Iuga | 1133 – 1134 999 – 1000 4178 – 4179                     |
| Calendário Holoceno                                                          | 11078                                                  |
| Calendário islâmico                                                          | 470 – 471                                              |
| Calendário judaico                                                           | 4838 – 4839                                            |
| Calendário persa                                                             | 456 – 457                                              |
| Calendário rúnico                                                            | 1328                                                   |
| Calendário solar tailandês                                                   | 1621                                                   |

1078 (MLXXVIII, na numeração romana) foi um ano comum do século XI do Calendário Juliano, da Era de Cristo, e a sua letra dominical foi G (52 semanas), teve início numa segunda-feira e terminou também numa segunda-feira.
No território que viria a ser o reino de Portugal estava em vigor a Era de César que já contava 1116 anos.
| Ano completo                         |
| ------------------------------------ |
| Ano comum com início à segunda-feira |

## Eventos
- Tomada de Jerusalém pelos turcos seljúcidas
- É iniciada a construção da Torre de Londres por Guilherme, o Conquistador.

## Nascimentos
- Fernando Sánchez de Aragão, príncipe do reino de Aragão.